# Championnat du monde de hockey sur glace 1970
Navigation
Suède 1969 Suisse 1971
Le trente-septième championnat du monde  de hockey sur glace et par la même occasion le quarante-huitième championnat d’Europe a eu lieu en 1970 en Suède et en Roumanie.

## Contexte
À l'origine, cette nouvelle édition du championnat du monde (et d'Europe) aurait dû avoir lieu à Montréal au Canada (pour le groupe A) mais Hockey Canada, organisme dirigeant le hockey au Canada décide de retirer son équipe de la compétition en raison de problèmes d'amateurisme : les joueurs du Canada jouent quasiment tous dans la Ligue nationale de hockey et sont donc interdits de compétition internationale alors que les joueurs européens, considérés comme amateurs peuvent se joindre à leur équipe nationale.
Le championnat A a finalement lieu une seconde année consécutive à Stockholm en Suède du 14 au 30 mars alors que les groupes B et C ont joué en Roumanie respectivement du 24 février au 5 mars à Bucarest et du 13 au 22 février à Galați également en Roumanie.
Avec l'abandon du Canada, la Finlande malgré sa cinquième place l'année précédente reste dans le groupe A. La formule générale reste la même avec vingt-et-une nations réparties en six équipes du groupe A, huit dans le groupe B et sept dans le dernier groupe. Encore une fois, les équipes du groupe A jouent deux fois les unes contre les autres.

## Groupe A

### Résultats
| Matchs aller | Matchs retour |
| --- | --- |
| 14 mars - Tchécoslovaquie 6–3 Pologne - Suède 6–1 Allemagne de l'Est - URSS 2–1 Finlande 15 mars - Finlande 9–1 Pologne - URSS 12–1 Allemagne de l'Est - Suède 5–4 Tchécoslovaquie 16 mars - Finlande 1–0 Allemagne de l'Est 17 mars - Suède 1–3 Finlande - URSS 7–0 Pologne - Tchécoslovaquie 4–1 Allemagne de l'Est 18 mars - URSS 3–1 Tchécoslovaquie 19 mars - Suède 11–0 Pologne 20 mars - Suède 4–2 URSS - Tchécoslovaquie 9–1 Finlande 21 mars - Allemagne de l'Est 2–2 Pologne | 22 mars - URSS 16–1 Finlande - Tchécoslovaquie 10–2 Pologne 23 mars - Suède 6–2 Allemagne de l'Est 24 mars - URSS 7–1 Allemagne de l'Est - Finlande 4–0 Pologne - Suède 2–2 Tchécoslovaquie 25 mars - Tchécoslovaquie 7–3 Allemagne de l'Est - URSS 11–0 Pologne 26 mars - Suède 4–3 Finlande 27 mars - URSS 5–1 Tchécoslovaquie 28 mars - Finlande 3–4 Allemagne de l'Est - Suède 5–1 Pologne 29 mars - Allemagne de l'Est 5–2 Pologne 30 mars - Tchécoslovaquie 3–5 Finlande - Suède 1–3 URSS |

### Classement du championnat du monde et d'Europe
Le Canada, les États-Unis et le Japon ne faisant pas partie du groupe A, le classement du championnat d'Europe est le même que celui du championnat du monde.
|        | Équipe             | PJ | V | N | D | BP | BC |
| ------ | ------------------ | -- | - | - | - | -- | -- |
| Or     | URSS               | 10 | 9 | 0 | 1 | 68 | 11 |
| Argent | Suède              | 10 | 7 | 1 | 2 | 45 | 21 |
| Bronze | Tchécoslovaquie    | 10 | 5 | 1 | 4 | 47 | 30 |
| 4      | Finlande           | 10 | 5 | 0 | 5 | 31 | 40 |
| 5      | Allemagne de l'Est | 10 | 2 | 1 | 7 | 20 | 50 |
| 6      | Pologne            | 10 | 0 | 1 | 9 | 11 | 70 |

### Composition de l'URSS
L'équipe soviétique est alors composée des joueurs suivants :
- Viktor Zinger et Vladislav Tretiak (gardien),
- Aleksandr Ragouline, Vitali Davydov, Igor Romichevski, Vladimir Loutchenko, Ievgueni Paladiev, Valeri Vassiliev, Valeri Nikitine, Boris Mikhaïlov, Vladimir Petrov, Valeri Kharlamov, Aleksandr Maltsev, Anatoli Firsov, Vladimir Vikoulov, Viatcheslav Starchinov, Aleksandr Iakouchev, Ievgueni Michakov, Viktor Poloupanov, Vladimir Chadrine.

L'équipe est entraînée par Anatoli Tarassov et Arkadi Tchernychev

## Groupe B

### Résultats
24 février
- Yougoslavie 3–6 Allemagne fédérale
- États-Unis 11–1 Japon
- Suisse 4–2 Bulgarie
- Roumanie 3–4 Norvège

25 février
- États-Unis 19–1 Bulgarie
- Allemagne fédérale 2–1 Japon

26 février
- Roumanie 4–3 Yougoslavie
- Norvège 4–2 Suisse

27 février
- Norvège 8–3 Bulgarie
- Allemagne fédérale 3–1 Suisse
- États-Unis 5–1 Yougoslavie
- Roumanie 4–8 Japon

28 février
- États-Unis 5–2 Allemagne fédérale
- Japon 11–2 Bulgarie

1er mars
- Yougoslavie 3–3 Norvège
- Roumanie 1–7 Suisse

2 mars
- Allemagne fédérale 13–1 Bulgarie
- Yougoslavie 6–3 Suisse
- Norvège 5–5 Japon
- Roumanie 1–9 États-Unis

4 mars
- États-Unis 9–2 Norvège
- Yougoslavie 6–0 Bulgarie
- Japon 3–2 Suisse
- Roumanie 2–5 Allemagne fédérale

5 mars
- Yougoslavie 8–2 Japon
- États-Unis 12–3 Suisse
- Allemagne fédérale 3–0 Norvège
- Roumanie 6–2 Bulgarie

### Classement
|   | Équipe             | PJ | V | N | D | BP | BC |
| - | ------------------ | -- | - | - | - | -- | -- |
| 1 | États-Unis         | 7  | 7 | 0 | 0 | 70 | 11 |
| 2 | Allemagne fédérale | 7  | 6 | 0 | 1 | 34 | 13 |
| 3 | Norvège            | 7  | 3 | 2 | 2 | 26 | 28 |
| 4 | Yougoslavie        | 7  | 3 | 1 | 3 | 30 | 23 |
| 5 | Japon              | 7  | 3 | 1 | 3 | 31 | 34 |
| 6 | Suisse             | 7  | 2 | 0 | 5 | 22 | 31 |
| 7 | Roumanie           | 7  | 2 | 0 | 5 | 21 | 38 |
| 8 | Bulgarie           | 7  | 0 | 0 | 7 | 11 | 67 |

## Groupe C

### Résultats
13 février
- Hongrie 7–1 Pays-Bas
- Autriche 7–2 France
- Italie 3–1 Danemark

14 février
- Italie 8–2 Belgique
- France 9–2 Pays-Bas

15 février
- Autriche 4–3 Danemark

16 février
- Pays-Bas 7–1 Belgique
- Autriche 3–2 Hongrie
- Italie 4–1 France

18 février
- Danemark 3–3 Pays-Bas
- Italie 3–6 Hongrie
- Autriche 11–0 Belgique

19 février
- Danemark 11–4 Belgique
- Hongrie 2–4 France
- Italie 6–1 Pays-Bas

21 février
- Danemark 0–2 France

21 février
- Hongrie 15–2 Belgique
- Autriche 9–2 Pays-Bas

22 février
- France 11–0 Belgique
- Hongrie 6–2 Danemark
- Autriche 3–3 Italie

### Classement
|   | Équipe   | PJ | V | N | D | BP | BC |
| - | -------- | -- | - | - | - | -- | -- |
| 1 | Autriche | 6  | 5 | 1 | 0 | 37 | 12 |
| 2 | Italie   | 6  | 4 | 1 | 1 | 27 | 14 |
| 3 | France   | 6  | 4 | 0 | 2 | 29 | 15 |
| 4 | Hongrie  | 6  | 4 | 0 | 2 | 38 | 15 |
| 5 | Danemark | 6  | 1 | 1 | 4 | 20 | 22 |
| 6 | Pays-Bas | 6  | 1 | 1 | 4 | 16 | 35 |
| 7 | Belgique | 6  | 0 | 0 | 6 | 9  | 63 |